# Relations entre Malte et l'Union européenne
Les relations entre Malte et l'Union européenne sont des relations verticales impliquant l'organisation supranationale et un de ses États membres.
Malte est l'État le plus méridional de l'Union européenne, situé en Méditerranée entre l'Europe du Sud et l'Afrique du Nord.

## Historique

### Relations avant l'adhésion
Le 5 décembre 1970, un accord d'association a été signé entre Malte et la Communauté européenne, il prévoyait la mise en place en deux temps d'une union douanière.

### Phase d'adhésion
La première demande officielle d'adhésion de Malte date de 1990, en raison d'une controverse de politique intérieure, celle-ci n'a pas pu être finalisée et est restée gelée jusqu'au élections générales de 1998 et le retour au pouvoir du parti nationaliste défenseur d'une plein adhésion à l'UE La candidature a été renouvelée en 1999 et lors du Conseil de Copenhague de 2002, les chefs d'État et de gouvernement ont approuvé l'adhésion de l'archipel.
Le 8 mars 2003, une majorité de Maltais (53 %) se sont prononcés par référendum en faveur de l'adhésion. Malte a signé le traité d'adhésion le 16 avril 2003 à Athènes et a rejoint l'UE le 1er mai 2004, elle a par la suite intégré l'espace Schengen et la zone euro.

## Positionnement vis-à-vis de l'Union européenne

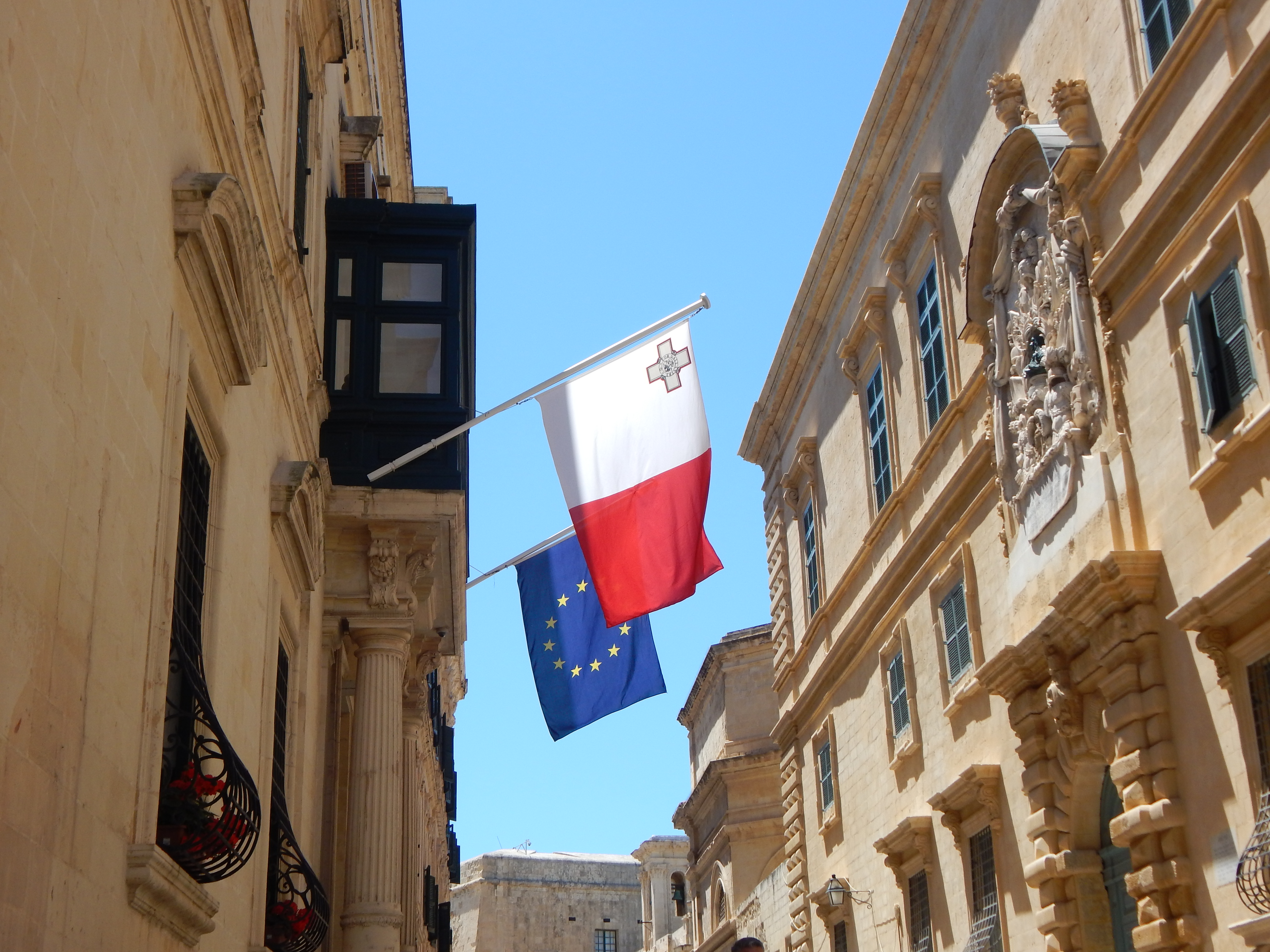
Drapeaux de l'UE et de Malte sur l'une des façades du palais présidentiel à La Valette.

## Sources

## Compléments